# Kupfriger Glanzrüssler

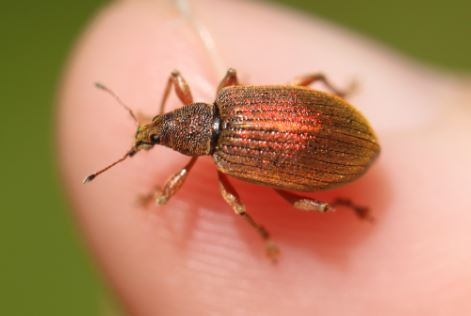

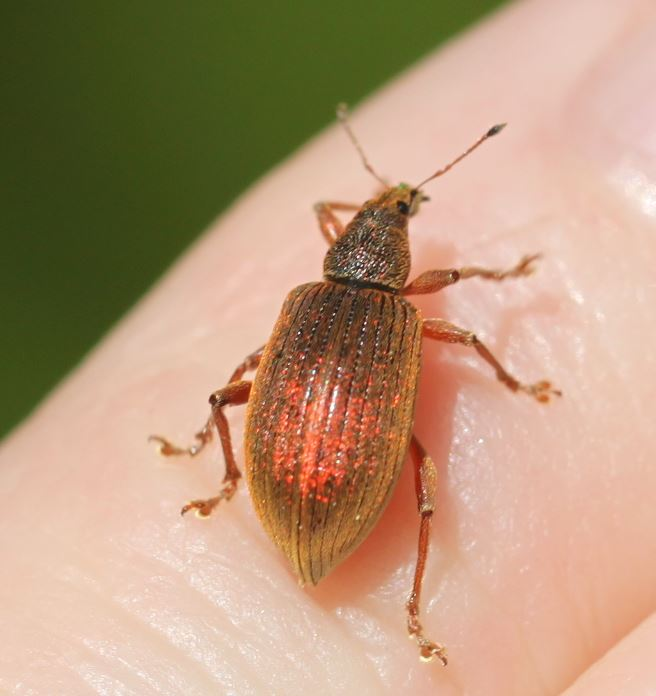

Der Kupfrige Glanzrüssler (Polydrusus mollis) ist ein Käfer aus der Familie der Rüsselkäfer (Curculionidae).

## Merkmale
Die Käfer sind 6–8,5 mm lang. Ihr Körper ist schwarz. Sie sind mit langen dichten kupferfarbenen Schuppen bedeckt. In der Mitte des Halsschilds befindet sich ein Wirbel. Ihre Fühler und Beine sind rot. Das erste Fühlerglied ist deutlich kürzer als das zweite. Die Fühlerkeule ist dunkel. Die Vorderschienen weisen eine messerscharfe Außenkante auf. Die Hinterschenkel sind mit kleinen Zähnchen besetzt.

## Verbreitung
Die Käferart ist in der westlichen Paläarktis verbreitet. In Europa ist die Art weit verbreitet, fehlt jedoch auf der Iberischen Halbinsel und auf den Mittelmeerinseln. Im Norden kommt die Art sowohl auf den Britischen Inseln als auch in Fennoskandinavien vor. In Mitteleuropa ist die Art weit verbreitet und häufig.

## Lebensweise
Die Käfer leben auf verschiedenen Laubbäumen (Erle, Eiche, Hasel, Birke und weitere) und Sträuchern, deren Blätter sie fressen. Die Larven fressen an den Wurzeln der Bäume, überwintern im Erdreich und verpuppen sich im Frühjahr. Die ausgewachsenen Käfer beobachtet man zwischen Mitte März und Ende Juni. In Mitteleuropa pflanzt sich die Art parthenogenetisch fort. In Montenegro und in Nord-Albanien wurde eine zweigeschlechtliche Fortpflanzung beobachtet.